# كريستيان نانا
كريستيان نانا (6 مايو 1988 بالكاميرون - ) هو لاعب كرة قدم كاميروني في مركز الوسط. لعب مع نادي فريموند ‏ ونادي كوفيليا وSport Clube Salgueiros ‏.

## وصلات خارجية
- كريستيان نانا على موقع Soccerway.com (الإنجليزية)